# Панамский перешеек

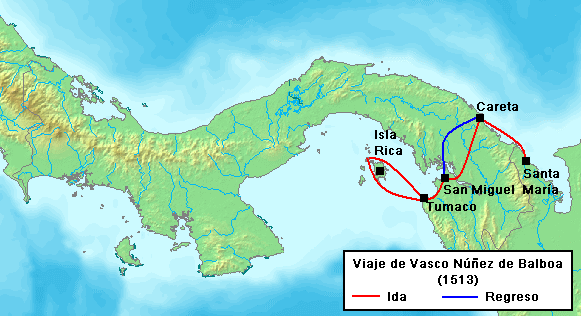
Маршрут путешествия Нуньеса де Бальбоа в Южное море (Панамский залив) и на Жемчужные острова, 1513

Пана́мский переше́ек (исп. Istmo de Panamá) — самая узкая часть Центральной Америки в Панаме, соединяет материки Южной и Северной Америки. С севера омывается Карибским морем Атлантического океана, с юга — Панамским заливом Тихого океана. Наименьшая ширина 48 км.
Большая часть — низменная холмистая равнина, сложенная преимущественно вулканическими породами. На склоне, обращённом к Карибскому морю — вечнозелёные тропические леса, на обращенном к Панамскому заливу — саванны. Панамский перешеек образовался в плиоцене, около трёх миллионов лет назад. После его образования произошло взаимопроникновение фауны и флоры обоих материков, существенно изменившее прежнее положение.
В наиболее узкой части перешейка между 1906 и 1914 годами сооружён Панамский канал длиной 81,6 км, который используется для судоходства между Атлантическим и Тихим океанами. Канал сокращает время морского пути от восточного до западного побережья США больше, чем в два раза.